# Amerikanische Universität in Bulgarien

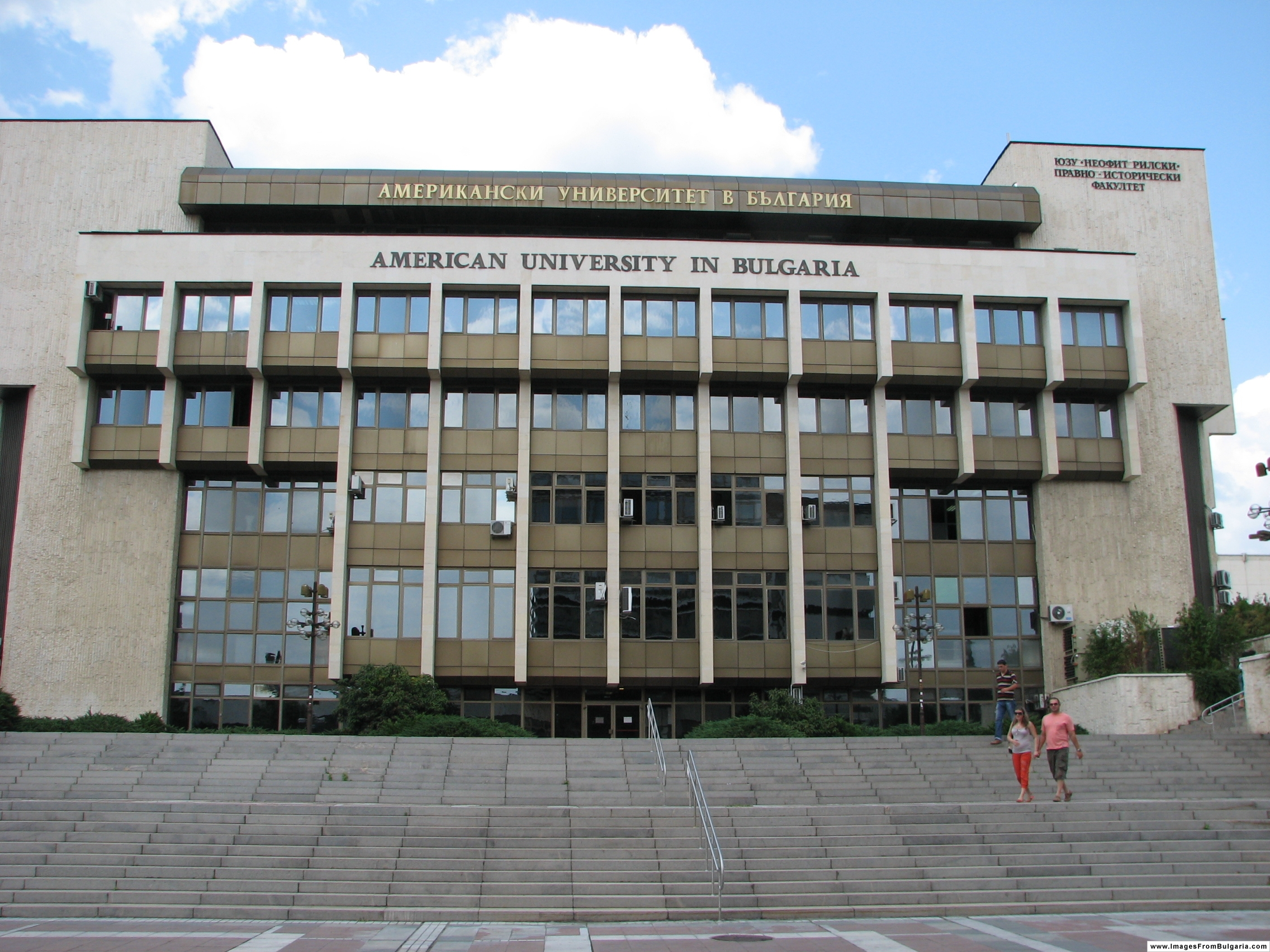
Amerikanische Universität in Bulgarien

Die Amerikanische Universität in Bulgarien (AUBG, engl. American University in Bulgaria, bulg. Американски университет в България, Amerikanski uniwersitet w Balgarija) ist eine private, liberale Hochschule der Freien Künste, die sich in Blagoewgrad, Bulgarien, befindet.
Die Gründung erfolgte im Jahr 1991. Die Lehrsprache ist Englisch. Es gibt drei Finanzierungsquellen: Schenkungen (hauptsächlich von der United States Agency for International Development und der Soros Foundation), Geschenke und Studiengebühren. Die Universität sieht ihr Ziel darin, „zukünftige Führungskräfte auszubilden, die in die Werte einer offenen, demokratischen Gesellschaft eingeweiht werden und der Gemeinschaft auf diesem Wege dienen.“
Der an dieser Universität mögliche Abschluss des Bachelors wird in Bulgarien und den Vereinigten Staaten von Amerika anerkannt. Es gibt 74 Fakultätsmitglieder, von denen etwa die Hälfte Amerikaner  sind. Die verbleibenden Mitglieder stammen meist aus Bulgarien. Etwa siebzig Prozent der Studenten sind Bulgaren, die restlichen dreißig Prozent kommen aus den benachbarten Ländern. Die Universität ist Mitglied im Netzwerk der Balkan-Universitäten.

## Akademische Programme
Die Universität bietet Bachelorgrade in 8 Studiengängen an:
- Business Administration
- Informatik
- Wirtschaftswissenschaft
- Europäische Studien
- Geschichte
- Journalismus und Massenkommunikation
- Mathematik
- Politikwissenschaft – Internationale Beziehungen

Zusätzlich zu ihrem Besucherprogramm richtete die Universität im Jahr 2003 ein Executive MBA ein. Der Unterricht findet zurzeit im Elieff Zentrum in Sofia statt.

## Persönlichkeiten
- Anna-Maria Ravnopolska-Dean (* 1960), AUBG-Mitbegründerin; lehrt Harfe und Klavier sowie musikwissenschaftliche Themen
- Marenglen Berisha (* 1984), Professor und Dekan der Fakultät für Wirtschaft